# Hrvatski dom u Tuzli
Hrvatski dom je hrvatska kulturna ustanova u Tuzli.

## Povijest
Osnovao ga je Ivo Pilar koji je tada bio najjači odvjetnik u Tuzli. Zastupao je Zemaljsku banku, Prvu hrvatsku štedionicu i njezine afilijacije u Bosni i Hercegovini (Hrvatska centralna banka za B. i H. i Hrvatska zadružna banka d.d. u Sarajevu) i sve velike tvrtke u okrugu. Brzo je stekao veliki imutak. Ostvario dobru suradnju s gradonačelnicima (predsjednicima) grada Ibrahim-begom Jašaragićem i Osmanom efendijom Vilovićem. 1913. s kolegom odvjetnikom Viktorom Jankiewiczem osnovao je Hrvatski dom, krovnu ustanovu Hrvata soljanskog kraja. Višedesetljetno zatiranje nacionalnosti, komunističko priječenje makar i kulturnih oblika nacionalne institucionaliziranosti snašlo je i hrvatsku katoličku zajednicu Tuzle, vrlo zaslužnu za bogatu kulturnu baštinu Tuzle i povezivanjem s Europom i suvremenim tokovima. Bile su to godine industrijskog poleta soljanskog kraja. Marljiva hrvatska zajednica, poznata po tome što je ostavila veći trag u kulturnom životu Tuzle nego što je fizički bila prisutna, trebala je prostore gdje će se svi ljudi okupljati, družiti i upoznavati. Odlučili su sagraditi jedan dom. Kupili su zemljište. Danas je tu Tuzlansko kazalište. Dom su ona glavna dvorana, prostorije, toranj.
U Tuzli isprve nije bilo prostora za okupljanje hrvatskih društava u Tuzli. Pitanje smještaja moralo se jednom za stalno riješiti. Okidač je bio kad je Hrvatsko pjevačko društvo Majevica deložirano iz svojih prostorija, premda su deložiranje svi Tuzlaci osuđivali, prije svega Hrvat. 1922. godine poduzeli su teški korak te uz pomoć rodoljuba odlučili pribaviti si zgradu Hrvatskog doma, koji će biti domom svim hrvatskim ustanovama u Tuzli. Za pomoć su se obratili Napretku u Tuzli kao i njegovoj središnjici. 1925. godine u najljepšem dijelu Tuzle, 20 metara od glavne ulice, od Ćazim-bega Gradaščevića (tj. od njegove supruge Šahzije-hanume Gradaščević) kupili su kuću za 207.500 dinara. Središnjica HKD Napredak donirala je 10.000 dinara. Kupili su ju odbornici Zvonko Lukendić i Ante Tadić.
Izgradnja zgrade je okončana 1928. godine. Premda naslova hrvatskog, svi narodi u Tuzli susretali su se tu. Ovdje je osnovano prvo kino, u približnom vremenu kad i europski velegradovi. Pozornica Hrvatskog doma bila je otvorena za svim tuzlanskim društvima.
Društvo osnivač Hrvatskog doma bilo je djelatno do 1949. godine. Partijskom odlukom ugašeno je kao i mnoga druga nacionalna udruženja u BiH.  Brojni su pokušali obnoviti društvo Hrvatski dom. Danas je predsjednik fra Petar Matanović.
Dograđena je dvorana i zgrada je uređena i proširena 1929. godine. Zahvat je iziskivao oko 300.000 dinara pozajmljenih uzajmljeni od Hipotekarne banke. Novčana i gospodarska kriza, protuhrvatska politika za posljedicu je imala otezanje radova, opadanje članstva. Jedan od važnijih izvora prihoda, priređivanje zabava bilo je zabranjeno. Dugovi su rasli, osobito Hipotekarnoj banci. Svi Hrvati iz Tuzle uključili su se u akciju spašavanje Doma, posebice Napredak. Akciju je vodio predsjednik Napretka Aleksandar Precca. Sazivali su sijela, sastanci i počinje se kod Hrvata buditi svijest o općem dobru. Središnjica se također uključila i dotirala je svu članarinu i prihode sa zabava u zadnje dvije godine. Dug je vraćen, a preostali novac iskorišten je za obnovu Doma.
Društvo je obnovilo rad ožujka 1993. godine. pod istim imenom i sa sličnim stavovima rada.

## Vanjske poveznice
- Hrvatski dom - HNV Brčko distrikta BiH  Arhivirana inačica izvorne stranice od 15. prosinca 2017. (Wayback Machine) FOTO GALERIJA - Stota obljetnica društva HRVATSKI DOM u Tuzli 1913-2013_1993-2013.
- Facebook - Hrvatski dom Tuzla
- RTV Slon  Arhivirana inačica izvorne stranice od 15. prosinca 2017. (Wayback Machine) Stara fotografija Hrvatskog doma